# ぷよぷよ7
『ぷよぷよ7』（ぷよぷよセブン）は、2009年7月30日にニンテンドーDSで発売された、『ぷよぷよ』のメインシリーズ7作目。同年11月26日にはPlayStation Portable版、Wii版が発売された。

## 概要
セガの公式サイトにて2009年2月12日・24日と3月12日・24日に「Project RINGO」というムービーで公開され、4月3日に公式Webサイト及びファミ通で発表された。プロモーション・キャラクターは戸田恵梨香を採用。7月29日に本作のテーマソング『ぷよぷよのうた』のCDが発売され、カラオケ化もされた。また、女性アイドルグループ「アイドリング!!!」とのコラボレーションが行われ、PSP・Wii版発売後の12月16日には同グループからの選抜ユニット「ぷよぷよアイドリング!!!」によるCD『ラブマジック♡フィーバー』が発売された。
今作では新キャラクター「あんどうりんご」が主人公となり、過去作品とは異なる新たな現代風の世界「地球（チキュウ）」を舞台に、実質的な前作にあたる15周年記念作品『ぷよぷよ! Puyopuyo 15th anniversary』をそのまま引継いだような流れで旧作のキャラクターも多く登場している。このため、ナンバリング上の前作は本編6作目の『ぷよぷよフィーバー2【チュー!】』だが、本項ではその後に発売された記念作の『ぷよぷよ! 15th』を「前作」として扱う。
前作『ぷよぷよ!』より「ぷよぷよ（初代）」「ぷよぷよ通」「ぷよぷよフィーバー」「なぞぷよ」のルールが再録されているほか、新ルール「だいへんしん」が搭載された。DS版ではワイヤレス通信で最大8人での対戦が可能で、DS版とWii版では「ニンテンドーWi-Fiコネクション」に接続することによって、全国の見知らぬプレイヤーやともだちコードを登録した相手と対戦（両機種合同のサーバーで対戦が可能）することが可能だった。
本作のキャラクターデザインは、前作までのNinoに代わって三瓶映が担当している（アートディレクターとしての担当）。キャラクターのアニメーションの一部は前作『ぷよぷよ!』から流用されているものがある。

## 各機種版の特徴
ニンテンドーDS版 - 2009年7月30日発売
ニンテンドーWi-Fiコネクションで最大4人までの全国対戦が可能。DSワイヤレスプレイ・DSダウンロードプレイ対応で最大8人まで対戦可能。「漫才デモ」（ひとりでぷよぷよにおける対戦前の会話デモ）は一部のみボイスあり。対戦フィールド画面の表示はデフォルトでは下画面だが、設定で上画面に変更可能。本作と次作『ぷよぷよ!! Puyopuyo 20th anniversary』では全消しや予告ぷよ発生など一部の効果音が、他機種と同じものではなくDS版独自の音色に変更された。
PlayStation Portable版 - 2009年11月26日発売
アドホックモード、ゲームシェアリングモードで最大4人まで対戦可能。一台のPSPを2人で並んで持ってプレイする「1台2人対戦」モードも搭載。「漫才デモ」がフルボイスとなり、一部の演出が強化された。
Wii版 - 2009年11月26日発売
DS版同様ニンテンドーWi-Fiコネクション対応でDS版と同じサーバーで最大4人までの全国対戦が可能。クラシックコントローラ（及びPRO）・ゲームキューブコントローラにも対応している。PSP版と同様に「漫才デモ」もフルボイスとなっている。
上記のほか、ニンテンドーDS版の発売日と同日の2009年7月30日に、本作の「がっこうモード」部分のみを携帯電話用アプリにしたiアプリ『ぷよぷよ7 がっこうモード』が配信開始された。このアプリは同年9月16日にS!アプリ、11月19日にEZアプリ (BREW) でも配信開始された。

## 収録ルール
ぷよぷよ・ぷよぷよ通・ぷよぷよフィーバー・なぞぷよ
この4つのルールは前作『ぷよぷよ!』に収録されたルールとほぼ同じ内容。それぞれ初代『ぷよぷよ』風、『ぷよぷよ通』風、『ぷよぷよフィーバー』風、『とことんなぞぷよ』風の対戦ルールとなっている。「ぷよぷよ」「ぷよぷよ通」ルールに関しては、DS版では他ルール同様に『フィーバー』準拠の連鎖ボイス法則のままだが、PSP版とWii版では連鎖ボイスの法則が前作のWii版同様に『通』準拠のものに変わる。

だいへんしん
今作で登場した新ルール。基本的なルールは前述の「ぷよぷよフィーバー」ルールを踏襲しており、「相殺」をするか、フィールドにあるおじゃまぷよを消すと「へんしんゲージ」が1カウント溜まり（ただし1回の消去でおじゃまぷよを消すと同時に相殺しても、2カウント溜まるわけではなく、あくまで溜まるのは1カウントのみである）、へんしんゲージのカウントを7つ溜めきると、一定時間「だいへんしんモード」に突入する。だいへんしんモードには、ぷよのサイズが小さくなり連鎖のタネで連続大連鎖が狙える「ちびぷよフィーバー」、ぷよのサイズが大きくなり連続で消せばうわのせ連鎖となる「でかぷよラッシュ」の2通りあり、どちらのへんしんモードを利用するかを試合前に選択することができる。「フィーバー」ルールとの相違点として、へんしんモードの最中に相手から送られたおじゃまぷよは、控えにある予告おじゃまぷよに合算され、へんしんモード中のフィールドには一切おじゃまぷよは降らない。また、変身中は「×」の位置にぷよが積みあがっても負けにはならず（「でか」の場合はへんしんモード中のフィールドがリセットされてへんしんタイムが減り、「ちび」の場合は即座にへんしんモードが解除される）、変身していないときに中央2列のいずれか最上段までぷよが積み上がると敗北となる。変身中は連鎖ボイスがそのへんしんモード専用のものに変化し、連鎖数に応じて固定されるボイス法則となる。
ちびぷよフィーバー
キャラクターの外見が一時的に若返り（一部例外あり）、フィールドが10列×18段に変わる（ぷよが通常より小さい「ちびぷよ」になる）。「ぷよぷよフィーバー」ルールの「フィーバーモード」と同様にちびぷよで組まれた「連鎖のタネ」が降ってきて、それを上手に消すと次に降ってくる連鎖のタネがより大きくなる。フィールドが広いため通常より大きな連鎖を起こすことが可能。
でかぷよラッシュ
キャラクターの外見が一時的に成長し（一部例外あり）、フィールドが3列×6段に変わる（ぷよが通常より大きい「でかぷよ」になる。前作に収録されていた「でかぷよ」ルールがベース）。降ってくる組ぷよは常に2個組、色数は3色までとなり、同色のでかぷよを3個以上繋げるだけで消えるようになる。また、ぷよを消した後、一定時間内にまたぷよを消すと「うわのせれんさ」となり連鎖数が加算される。素早く連続して消し続けることでうわのせれんさを続けることが可能（最大99連鎖）。
おまかせへんしん
だいへんしん突入直前の連鎖の末尾で消えたぷよが緑・黄の場合は「ちびぷよフィーバー」、赤・青・紫の場合は「でかぷよラッシュ」になる。連鎖末尾で両方の色を混ぜた同時消しを行った場合は、ランダムで決められる。

## ストーリー
本作の「ひとりでぷよぷよ」の「ストーリー」モードでは、女子中学生のあんどうりんごが住んでいる「すずらん商店街」の上空に、突如「時空の歪み的なもの」が発生し、大量のぷよ達や、アルルやアミティなど異世界の住人達（過去作のキャラクター）が飛ばされてきたという設定で物語が展開される。不思議な光を浴びたりんごはアルルと同じ「ぷよを4つ繋げて消す力」を手に入れ、異世界の人達とぷよ勝負をしつつ、協力し合いながら事件解決のため奔走する。
また、今作の「ストーリー」は幕ごとに区切られた中に対戦相手とルールが固定された複数のステージが入った形式となっており、それぞれのステージを全てクリアすると1幕クリアとなる。ストーリー1周目はりんごのみ使用可能だが、一度クリアすると2周目はプレイヤーとしてりんご以外に直前のステージで加入した助っ人キャラクターを選択することができ、サブシナリオとしてそれぞれ別の漫才デモを見られる。1幕ごとに最大2名まで加入し、幕間ごとに仲間はリセットされる。このため、使える仲間はステージごとに固定されている。
- 第一幕 全5ステージ
  - 第1話 SOS! 学校沈没 / スケルトンT / ぷよぷよ通
  - 第2話 でた! カブト虫少年 / シグ / だいへんしん
  - 第3話 くだけ! 不死身のガイコツ軍団 / スケルトンT / なぞぷよ / 仲間：シグ
  - 第4話 決戦! 格闘少女大暴れ / ラフィーナ / だいへんしん / 仲間：シグ
  - 第5話 こわい! 暗黒魔導少女 / フェーリ / だいへんしん / 仲間：シグ、ラフィーナ
- 第二幕 全5ステージ
  - 第6話 さがせ! あかぷよぼうの少女 / アミティ / だいへんしん
  - 第7話 無敵! ガイコツ軍団大逆襲 / スケルトンT / フィーバー / 仲間：アミティ
  - 第8話 あ! 黒いサンタがやってくる / レムレス / だいへんしん / 仲間：アミティ
  - 第9話 しつこい! ガイコツ軍団 / スケルトンT / だいへんしん / 仲間：アミティ、レムレス
  - 第10話 わかった! 異変の謎 / クルーク / だいへんしん / 仲間：アミティ、レムレス
- 第三幕 全7ステージ
  - 第11話 なんだ!? 火の玉、怪物体 / ドラコケンタウロス / だいへんしん / 仲間：アミティ
  - 第12話 大ピンチ! 砂漠からの脱出 / シェゾ / だいへんしん / 仲間：アミティ
  - 第13話 魔の山! 謎の雪男 / すけとうだら / だいへんしん / 仲間：アミティ
  - 第14話 どうして!? モアイ像の大笑い / ルルー / だいへんしん / 仲間：アミティ、すけとうだら
  - 第15話 怪!? 空とぶ円盤てきなもの / サタン / だいへんしん / 仲間：アミティ、すけとうだら
  - 第16話 南海のリズム! 恐怖の海域 / カーバンクル / だいへんしん / 仲間：アミティ、すけとうだら
  - 第17話 登場! 闇の少女 / ダークアルル / ぷよぷよ通 / 仲間：アミティ、すけとうだら
- 第四幕 全2ステージ
  - 第18話 ギャーッ! 操られた友人 / まぐろ / だいへんしん / 仲間：サタン
  - 第19話 恐るべし! せんぱいの秘密 / りすくませんぱい / だいへんしん / 仲間：サタン、まぐろ
- 第五幕 全2ステージ
  - 第20話 激突! りんご対ダークアルル / ダークアルル / だいへんしん / 仲間：サタン
  - 第21話 生きた、愛した、戦った / エコロ / だいへんしん
- 第六幕 1ステージのみ
  - 最終話 宇宙最後の日!? / エコロ / ぷよぷよ通 / プレイヤー：全員集合

## キャラクター
『ぷよぷよ7』からの新キャラクター
あんどうりんご、ささきまぐろ、りすくませんぱい、ダークアルル、エコロ
初代『ぷよぷよ』から登場
アルル、スケルトンT、ドラコケンタウロス、シェゾ、すけとうだら、ルルー、サタン、カーバンクル
『ぷよぷよフィーバー』シリーズから登場
アミティ、シグ、ラフィーナ、フェーリ、レムレス、クルーク
「ストーリー」モードの最終話でのみ使用可能
全員集合（りんご、アルル、アミティの3人の連鎖ボイス）
スケルトンTとドラコケンタウロスは『みんなでぷよぷよ』以来の復活、「カーバンクル」は選択可能なキャラクターとしては『ぷよぷよフィーバー』以来の復活となった。またプレイヤーキャラクターとしては使用できないが、ハーピーとウィッチも漫才デモにて姿のみ登場する。その他、『フィーバー2』のボスであった「あやしいクルーク」がクルークのでか変身時の姿として一時的に登場する。
「あんどうりんご」を除く前作『ぷよぷよ!』に登場していなかったキャラクター（スケルトンT、ドラコケンタウロス、エコロ、ささきまぐろ、りすくませんぱい、カーバンクル、ダークアルル）は、「ストーリー」の特定ステージをクリアするなどの条件を満たすと解禁できる隠しキャラクターとなっている。また、新キャラクターの組ぷよパターンやキャラクタータイプ、CPU操作時の思考ルーチンなどは、本作には登場しない前作までのキャラクターの流用となっている。
- あんどうりんご - ユウちゃん&レイくん
- ささきまぐろ - どんぐりガエル
- りすくませんぱい - おにおん
- スケルトンT - おしゃれコウベ
- ドラコケンタウロス - リデル
- エコロ - アコール先生

この他、カーバンクルは『ぷよぷよフィーバー』時と同じ組ぷよパターン、ダークアルルはアルルの組ぷよと同じく2個組のみだが「連鎖倍率タイプ」が異なる設定となっている。
次作『ぷよぷよ!! Puyopuyo 20th anniversary』では元になったキャラクターが復活した事に伴い、組ぷよなどを流用していたキャラクター達は次作に登場しないスケルトンTを除き、本作とは異なる新規のものに変更された。

## ぷよのしゅるい
前作に引き続き、ゲーム中に使用する「ぷよのしゅるい」を「おぷしょん」モードで変更することができるが、本作では4種類のみで、最初から全て選択可能になっており、DS版では8人対戦の方にも適用される。内容は以下の通り。
アクア
『ぷよぷよ7』のパッケージのぷよと同じデザインで、本作におけるデフォルトデザイン。また、後続作品の『ぷよぷよ!!』、『ぷよぷよテトリス』でもこのデザインがデフォルトとなる。
クラシック
前作から引き続き登場。初代『ぷよぷよ』のものに近いデザイン。予告ぷよの見た目も『ぷよぷよ通』に近いものになり、星ぷよはキノコぷよ、月ぷよが星ぷよになる。また、彗星ぷよは『ぷよぷよSUN』のものに近いデザインになる。
デジぷよ
荒めのドットで単色ベタ塗りのようなデザイン。「がっこうモード」では強制的にこれが選択される。
いろがえ
前作から引き続き登場だが、本作のみひらがな表記。『ぷよぷよフィーバー』のものに近いデザインだが、少し色合いが異なった配色になる。通常の「フィーバー」は今作未登場。

## その他
- 当作の次は『ぷよぷよテトリス』の発売が予定されていたが、諸事情により『ぷよぷよ!! Puyopuyo 20th anniversary』の開発に変更される事になった（2011年7月14日に発売）。『ぷよぷよテトリス』の発売はその約2年半後の2014年2月6日となった[4]。
- 「だいへんしん」ルールは今作限りの収録となり、次作『ぷよぷよ!! Puyopuyo 20th anniversary』ではこのルールの一部であった「ちびぷよフィーバー」と「でかぷよラッシュ」が一部の仕様を前作に収録されていた「ずっとフィーバー」ルールの形式にアレンジされ、それぞれ独立して収録された。『ぷよぷよクロニクル』では「でかぷよラッシュ」のみ、同様の形式で再録されている。

## CM出演者
ぷよぷよ7（ニンテンドーDS版）
| - 戸田恵梨香 - DJ AMIGA - 藤巻直哉 - 大島麻衣 - ドアラ - EXPG キッズダンサー - 黒崎えり子 - 江口亮介 | - 小森愛子 - 福王寺彩野 - くまちょむ - 加藤知美 - 鈴木留美子、鈴木優空、鈴木咲空 - 長塚智広 - 田中あさみ - 長坂慎一 | - 東峰有佳、山口智子、中道あすか - 炭火焼肉たむらスタッフ - マジックスパイス札幌店スタッフ - 清宮祐美 - 奥塚沙枝子、越馬千春、筧沙奈恵 - ギンギラ太陽'S - May'n - アイドリング!!! - U字工事 |

## 関連商品
ぷよぷよ7 オリジナルサウンドトラック
2009年12月11日発売。本作のサウンドトラック。

## 漫画
ぷよぷよ7
アスキー・メディアワークス『キャラぱふぇ』誌上にて、2009年7月号、2009年9月号、2010年1月号、2010年3月号の全4回連載されていた。作者はこめ苺。